# District de Brno-Ville
 (octobre 2024).
Si vous disposez d'ouvrages ou d'articles de référence ou si vous connaissez des sites web de qualité traitant du thème abordé ici, merci de compléter l'article en donnant les références utiles à sa vérifiabilité et en les liant à la section « Notes et références ».
Le district de Brno-Ville (en tchèque : okres Brno-město) est un des sept districts de la région de Moravie-du-Sud, en Tchéquie. Le district se compose de la ville de Brno, qui est également le chef-lieu du district de Brno-Campagne.

## Liste des communes
Le district de Brno-Ville se compose d'une seule commune, la ville de Brno.